# ベストプレープロ野球
『ベストプレープロ野球』（ベストプレープロやきゅう、Bestplay Baseball）は、1988年にアスキーから発売された野球シミュレーションゲーム。『ダービースタリオン』シリーズと同じく、薗部博之が制作。
本項では前身の「ベストナインプロ野球」（2作品）及びパーソナルコンピュータ用の「ベストプレーベースボール」についても記述する。

## 概要
本作の大きな特徴として、選手の名前や能力（S・A〜Eの6段階）のエディットが自由に行える点があり、実在の球団を再現するだけでなくオリジナルチームを作成することも可能。さらにWindows版では日程や球場のエディットまで可能だが、球場はフリーソフトの「スタジアムエディタ」、「スタジアムエディタ'00」が必要。
プレイヤーは監督となり、ペナントレースを戦ってリーグ優勝を目指す。試合中は代打や継投の指示だけでなく盗塁の指示や守備シフトなど様々なサインを出す。全チームの采配をコンピュータに任せることも可能。プレイヤー以外の球団はコンピュータが担当し、II以降は監督の性格を「打順組み替えの多さ」「投手交代」など複数のパラメータにより設定することが可能。先発投手のローテーション概念も組み込まれており、当時の説明書によるとスタミナ指数は投じた投球数と同数値減少し、登板しなかった日は日ごとに回復値分が、した場合は回復値の半分のスタミナが回復していく。
当初は牽制球がなかったが、PS2版「新ベストプレープロ野球」で初めて牽制球が導入される。ファミリーコンピュータ版時代は『ファミコン通信』、パソコン版時代（PC9801版、Windows版）は『ログイン』誌上において、毎春特集記事が組まれ、その年のペナントレースの行方を予想する選手データの発表がされていた。
似たゲームとして1980年代にアメリカ合衆国で本格的に広まったファンタジーベースボールがある。
薗部は開発当時に自身をリストラを待つばかりの立場と認識しており、会社では相手にされていなかった。開発機も限られた時間の中でしか貸してもらえない中で1人で開発していたのが実情である。

## シリーズ作品

### ベストナインプロ野球
1985年にアスキーよりパソコン・FM-7用ソフトとして発売され、後にPC-9801にも移植された（PC-9801版のみ、選手表記が漢字）。セントラル・リーグの6球団が再現されている。延長戦が無く、9回裏終了時に同点の場合は引き分けとなる。

#### 新ベストナインプロ野球
同じく1985年発売。パシフィック・リーグのデータを追加している。PC-8801やMSX2にも移植され、1986・1987年版のデータを収録した追加ディスクも発売された。

### ベストプレープロ野球（ファミコン）
1988年7月15日にアスキーよりファミリーコンピュータ用ソフトとして発売された。この年は各社から多くの野球ゲームが発売されたが、本作はそれまでの野球ゲームとは異なる戦略性の概念やペナントレースを再現した点、自由度の高いチームエディットがある。しかし、初回出荷が少なく品薄が続いたが、1988年夏時点のデータを反映した『ベストプレープロ野球 新データ』が10月11日に発売された。なお、ゲーム関係の書籍には新データ版の存在が書かれていないことがある。また、外部記憶装置・ターボファイルに対応。選手名は実際の選手名をもじった名前になっているが当時のファミコン雑誌は雑誌独自の選手データを掲載するとともに本名も掲載している。
「ベストナイン」からの変更点として、延長戦（12回まで）の導入がある。
試合中のBGMは実際のプロ野球で使用されている応援歌（広島のコンバットマーチ（ダッシュケイオウ）、中日のドラゴンズマーチ、巨人の中畑清のテーマ、ヤクルトの杉浦享のテーマ、阪神のヒッティングマーチ2番、大洋のメインテーマ）である。

#### ベストプレープロ野球II
1990年3月30日発売。コンピュータが担当する監督の思考ルーチンが設定可能になった他、球場が人工芝・天然芝（内野は土）の2種類から選択可能に。人工芝は長いペナントレースで野手のスタミナが減りやすく、天然芝はエラーが出やすい仕様になっている。
また、前作まではいちいち再生していたコンピュータ同士の対戦を早送りするスキップモードが導入され、ペナントレース終了までのスピードが飛躍的に速められた。また、前作では投手の制球と球の切れにしか用意されていなかった能力値「S」が全てのパラメータで設定可能になった。さらに、投手のスタミナというパラメータが、新たに導入された。

#### ベストプレープロ野球'90
1990年12月13日発売。IIの改良版だが、選手が実名になった。延長戦が18回まで設定可能になっている。また、セ・リーグとパ・リーグの任意のチームを選んで日本シリーズが出来る。

#### ベストプレープロ野球スペシャル
1992年10月16日発売。2リーグ同時進行が可能になり、ターボファイル無しで日本シリーズが出来るようになった。また、本拠地にドーム球場が追加された。なお、本作発売後にスーパーファミコン版も開発されていたが、爆発的ヒット作となった「ダービースタリオン」の製作が優先された影響で発売中止となっている。

### ベストプレーベースボール
1991年にPC-9801で発売。2リーグ同時進行が初めて採用され、スキップモードも6試合同時に早送りするなど進行が非常に速くなる。さらに、球場も当時の12球団が本拠地にしていた実在の11球場が再現されており新データ版（登録ユーザーは廉価でバージョンアップ可）では阪神甲子園球場のラッキーゾーン撤去や千葉マリンスタジアムにも対応。FMTOWNS版やDOS/V版も発売され、特にFM-TOWNS版はチームの成績により観客席の入りが変化する。
試合開始前、五回終了時、試合終了時には、プロ野球中継よろしく、実在企業のロゴを使用した提供クレジットが挿入された。
本作の時点でゲームスタイルがほぼ確立され、1992年の「スペシャル」発売以降の長いブランクを打ち破って1999年に発売されたWindows版もこのスタイルを踏襲している。

### ベストプレープロ野球（Windows）
1999年3月12日発売。ネット対戦モードが導入され、スキップモードでは6試合同時に縮小画面で観戦が可能になるなどインターフェースが大幅に改良された他、外部からテキストデータを読み込むことで様々なエディットが容易になり、日程や球場まで自作が可能になった。これに伴いインターネット上ではファンが自作のチームや球場のデータを公開し、活発な交流が行われている。
また、先発投手枠が従来より1人増えて6人となっている。

#### ベストプレープロ野球'00
2000年10月20日発売。ネット対戦モードがペナントレース対応となった他、既に終了した試合をいつでもリプレイ出来るなどの改良があったが、発売元がパソコンソフト事業から撤退し、生産・発売が終了、このため出荷本数が少なく、現在は入手困難となっている。

### ベストプレープロ野球（ゲームボーイアドバンス）
2002年10月25日にエンターブレインより発売。コンシューマ野球ゲームとしては珍しく、10年ものブランクを経て発売された。携帯機向けながら機能の豊富さやエディットの自由度は損なわれていないうえ、選手名が漢字で入力可能など本格的な内容。球場は翌々年から日本ハムファイターズ（名称は当時）の本拠地となる札幌ドームを含む12球場と地方球場の13種類。さらに、日程では初めて2リーグ交流戦が設定可能になった（ただし基本設定では1カード1戦の3連戦×2のみ。現実の日本プロ野球では2005年シーズンから）。
本作ではシリーズ中初めてとなるテレビCMが製作され、小倉優子が起用された。

### 新ベストプレープロ野球
2003年9月25日にエンターブレインより発売。現時点での最新作。機種はプレイステーション2。視点が球場全体の俯瞰図からテレビ中継的な3D視点に変わり、牽制球や投手の打撃能力設定で「左投げ右打ち」が再現されるなど戦略面も大幅に変化。さらに、ストライクゾーンや打球の反発力（いわゆる「飛ぶボール」）も設定可能。
前年に引き続いてテレビCMも製作され、森下千里が起用された。